# Uwe R. Brückner
Uwe R. Brückner (* 8. Februar 1957 in Hersbruck, Bayern) ist ein deutscher Architekt, Szenograf und Bühnenbildner.

## Leben
Brückner studierte an der TU München Architektur und arbeitete dann im Architekturbüro Sampo Widmann in München und im Atelier Knut Lohrer in Stuttgart. Von 1988 bis 1992 folgte ein Bühnenbildstudium an der Akademie der Bildenden Künste Stuttgart bei Jürgen Rose. 1997 gründete er gemeinsam mit Shirin Frangoul-Brückner das Atelier Brückner. Mitte 2020 schied Uwe Brückner aus dem Atelier Brückner aus und gründete ein neues Büro, das Studio Uwe Brueckner, in Stuttgart. Brückner ist Professor an der Hochschule für Gestaltung und Kunst Basel (FHNW) im Bereich Szenografie. Seit 2015 leitete er zusammen mit Andreas Wenger den Masterstudiengang „Master of Arts in Design – Masterstudio Design – Studio Scenography and Exhibition Design“. Er ist Gründungsmitglied des Instituts für Innenarchitektur und Szenografie an der FHNW und zählt zu den Initiatoren des International Scenographers' Festival sowie der European Initiative Scenography (EIS). Von 2012 bis 2016 begleitet er das EU-Forschungsprojekt EMEE: EuroVision – Museums Exhibiting Europe.
Brückner hat über 100 Ausstellungs- und Erlebniswelten für Museen und Marken kreiert.

## Auszeichnungen (Auswahl)
- IPRA Golden World Award 2000 für Cyclebowl[7]
- red dot: grand prix 2006 für Tatort: Forscherlabor, Westfälisches Museum für Archäologie, Herne[8]
- Bayerischer Museumspreis 2009 für das Industriemuseum Dingolfing[9]
- Cannes Lions 2009, Design Lion in Gold für die Mediatektur des BMW Museums, München[10]
- iF Award Gold 2011 für das tim | Staatliches Textil- und Industriemuseum, Augsburg[11]
- Micheletti Award 2011 für das tim | Staatliches Textil- und Industriemuseum, Augsburg[12]
- Museumspreis des Europarates 2012 für das Rautenstrauch-Joest-Museum, Köln[13]
- Focus Open 2012, Focus Gold für das Parlamentarium, Brüssel, Belgien[14]
- Museumspreis des hbs kulturfonds 2014 für die Ausstellungskonzeption des smac – Staatliches Museum für Archäologie Chemnitz[15]
- Iconic Award 2014 best of best für das Haus der Berge, Berchtesgaden[16]
- Golden Award of Montreux 2015 für das Swiss Chocolate Adventure, Luzern, Schweiz[17]
- Bayerischer Museumspreis 2015 für das Deutsche Hutmuseum Lindenberg[18]

## Projektbeteiligungen (Auswahl)
- Expedition Titanic (1997)
- Cyclebowl, Expo Hannover (2000)
- Themenpark Umwelt, Expo Hannover (2000)
- Messestand Panasonic – Blue Gardens, Berlin, IFA (2001)
- Haus der Geschichte Baden-Württemberg, Stuttgart (2002)
- Menschen Zeiten Räume, Berlin, Martin-Gropius-Bau (2002)
- Grenzen (er)leben, Expo.02, Biel, Schweiz (2002)
- LWL-Museum für Archäologie, Herne (2003)
- Messestand für Kodak, Köln, Photokina (2000, 2002, 2004)
- Forscherlabor, LWL-Museum für Archäologie, Herne (2005)
- Shanghai Auto Museum – History Pavilion, Shanghai, China (2006)
- Bachhaus, Eisenach (2007)
- Afrikanischer Pavillon, Expo Zaragoza (2008)
- Deutsche Börse – Großer Handelssaal, Frankfurt (2008)
- BMW Museum, München (2008)
- Deutsches Uhrenmuseum, Glashütte (2008)
- Dornier Museum, Friedrichshafen (2009)
- Rautenstrauch-Joest-Museum, Köln (2010)
- CERN – Universe of Particles, Dauerausstellung im Globe of Science and Innovation, Genf, Schweiz (2010)
- Staatliches Textil- und Industriemuseum, Augsburg (2010)
- Parlamentarium, Besucherzentrum des Europäischen Parlaments, Brüssel, Belgien (2011)
- Deutsches Filmmuseum, Frankfurt am Main (2011)
- Niederländisches Schifffahrtsmuseum: Het Scheepvaart Museum, Amsterdam (2011)
- Textilwerk, Bocholt (2011)
- GS Caltex Pavilion, Expo Korea (2012)
- Haus der Berge, Berchtesgaden (2013)
- Shanghai Auto Museum – Collection Pavilion, Shanghai, China (2014)
- smac – Staatliches Museum für Archäologie Chemnitz (2014)
- Swiss Chocolate Adventure, Luzern, Schweiz (2014)
- Den Blå Planet, Kopenhagen, Dänemark (2015)

## Veröffentlichungen (Auswahl)
- Atelier Brückner (Hg.): Scenography – Making Spaces talk. Atelier Brückner Projekte 2002–2010. avedition, Ludwigsburg 2010, ISBN 978-3-89986-136-5.
- Morgan, Conway Lloyd (Hg.): atelier brückner. »form follows content«. avedition, Ludwigsburg 2002, ISBN 978-3-929638-63-9.
- Atelier Brückner (Hg.): experiment cyclebowl. avedition, Ludwigsburg 2001, ISBN 978-3-929638-65-3.
- Müller, Friedrich O./Brückner, Uwe R. (Hg.): Kodak. Celebrating the Brand. Creative Corporate Scenography. avedition, Ludwigsburg 2006, ISBN 978-3-89986-062-7.
- Der choreografierte Raum, in: DASA (Hg.): Szenografie in Ausstellungen und Museen III. Raumerfahrung oder Erlebnispark. Raum-Zeit/Zeit-Raum, Klartext, Essen 2008, S. 190–197.
- Corporate Scenography – Von der Begehbarkeit der Marke, in: Nicolai O. Herbrand (Hg.): Schauplätze dreidimensionaler Markeninszenierung. Innovative Strategien und Erfolgsmodelle erlebnisorientierter Begegnungskommunikation, Edition Neues Fachwissen, Stuttgart 2008, S. 223–233.
- Die Zukunft der (Stadt)Museen als kulturgeschichtliches Format, in: Claudia Gemmeke/Franziska Nentwig (Hg.): Die Stadt und Ihr Gedächtnis. Zur Zukunft der Stadtmuseen, transcript, Bielefeld 2011, S. 111–144.
- Szenografie oder die Macht der Verführung, in: Ralf Bohn/Heiner Wilharm (Hg.): Inszenierung und Vertrauen. Grenzgänge der Szenografie, transcript, Bielefeld 2011, S. 217–231.
- Corporate Scenography – Vom intravenösen Zugang zur Marke, in: Matthias Beyrow/Petra Kiedaisch/Norbert W. Daldrop (Hg.): Corporate Identity und Corporate Design. Das Kompendium, avedition, Ludwigsburg 2013, S. 214–227.
- Corporate Scenography – Von der Begehbarkeit der Marke, in: Jons Messedat (Hg.): Corporate Museums, avedition, Ludwigsburg 2013, S. 44–51.
- Schittich, Christian (Hg.) „Im Idealfall wird der Raum selbst zum Erzähler“ – Im Gespräch mit Uwe R. Brückner, in: DETAIL – Zeitschrift für Architektur + Baudetail, Oktober 2014, S. 1038–1048.
- Brückner, Uwe R./Linda Greci: Das Museum als komplexer Erfahrungsraum. Warum Museum Szenografie braucht, in: Hin und Her – Dialoge in Museen zur Alltagskultur. Aktuelle Positionen zur Besucherpartizipation, transcript, Bielefeld 2015, S. 87–104.
- Brückner, Uwe R./Luxbacher, Claudia: Zur Gestaltung begehbarer Markenerlebnisse, in: Andreas Baetzgen (Hrsg.) Brand Experience: An jedem Touchpoint auf den Punkt begeistern. Schäffer-Poeschel, Stuttgart 2015, S. 235–250.